# Desaminação
Desaminação é o processo pelo qual o aminoácido libera o seu grupo amina na forma de amônia e se transforma em um cetoácido correspondente. Esta reação é catalisada pelas enzimas genericamente denominadas desaminases ou desidrogenases que possuem como coenzimas o NADP (derivado da vitamina B3). Este processo ocorre na mitocôndria hepática.

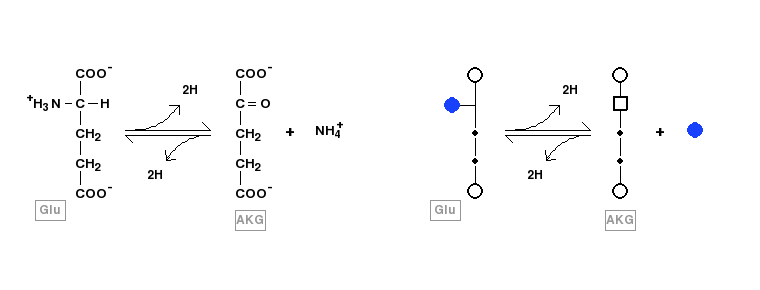
Desaminação oxidativa do glutamato (Glu) vista através de projeções de Fischer, à esquerda, e no modelo poligonal, à direita. A reação é catalizada pela glutamato desidrogenase, resultando em produtos como o alfacetoglutarato (AKG) e amônia. A reação é reversível in vivo, com redução do NAD^{+} (ou NADP^{+}), produzindo NADH (ou NADPH).)

É um processo que também ocorre a nível das bactérias gram (-) Campylobacter Jejuni, para obtenção da sua energia, visto que estas não fermentam nem oxidam carbohidratos.